# Спорт в Івано-Франківську

## Спорт вищих досягнень
У місті діють:
- футбольний клуб «Прикарпаття»;
- жіночий футбольний клуб «Прикарпаття-ДЮСШ №3»;
- футзальний клуб «Ураган»;
- баскетбольний клуб «Говерла»;
- жіночий баскетбольний клуб БК «Франківськ»;
- жіночий волейбольний клуб «Університет-ПНУ»;
- боксерський клуб «Галичина».

У новітню добу на Олімпіадах в складі національної олімпійської команди України місто представляли: Роман Вірастюк, Сергій Осович, Юлія Клюкова, Олена Юнчик, Тетяна Ляхович, Сервін Сулейманов, Віктор Поляков, Дарія Згоба, Неля Непорадна, Надія Діденко, Тетяна Петрова.
У місті відкриті фізкультурно-оздоровчі комплекси АТ «Родон», «Промприлад», фізкультурно-оздоровчий комплекс «Юність», дев'ять фізкультурно-спортивних клубів за місцем проживання. З 1999 року започатковано проведення щорічного спортивно-мистецького свята «Ніка», на якому відзначають найкращих спортсменів, тренерів, арбітрів, організаторів спортивно-масової роботи в місті та області. 

## Спортивні заклади та організації
| Назва закладу                                                                                | Адреса                         | Примітка                          |
| -------------------------------------------------------------------------------------------- | ------------------------------ | --------------------------------- |
| МФК Прикарпаття»                                                                             | вул. Чорновола, 130            | Попович Андрій                    |
| БК «Говерла»                                                                                 | вул. Мазепи,142а               | Дроздов Андрій Володимирович      |
| БК «Франківськ»                                                                              | вул. Незалежності, 11          | Процюк Юрій Михайлович            |
| КП «Муніципальний фізкультурно-оздоровчий центр»                                             | вул. В. Симоненка, 13          | Гергелюк Іван Петрович            |
| Івано-Франківський обласний шахово-шашковий клуб                                             | вул. Вагилевича, 3             |                                   |
| Відділення національного олімпійського комітету України в Івано-Франківській області         | Площа Ринок, 12/3              | Карабін Мирослав Євгенович        |
| Івано-Франківський обласний спортивний клуб «Галичина»                                       | Площа Ринок, 12/3              |                                   |
| Колективний спортивний клуб «Форум»                                                          | вул. Івана Павла II, 6/26      | Вострецов Володимир Миколайович   |
| Федерація волейболу Івано-Франківської області                                               | вул. Грушевського, 21/541      |                                   |
| Товариство по сприянню збройним силам та військово-морського флоту України «Патріот України» | вул. Хотинська, 9/3            |                                   |
| Федерація легкої атлетики Івано-Франківської області                                         | вул. Грушевського, 21          | Матешко Віталій Васильович        |
| Федерація волейболу м.Івано-Франківська                                                      | вул. Гетьмана Мазепи, 24       |                                   |
| Івано-Франківський обласний центр фізичного здоров’я населення «Спорт для всіх»              | вул. С. Бандери, 77            | Бойко Святослав Богданович        |
| Міська спортивна громадська організація «Івано-Франківська міська федерація футболу»         | вул. Симоненка, 13             | Крижанівський Володимир Романович |
| Волейбольний клуб «ПНУ-Івано-Франківськ»                                                     | вул. Шевченка, 57              | П’ятковська Ірина Олегівна        |
| Івано-Франківський міський центр фізичного здоров’я населення «Спорт для всіх»               | вул. Військових Ветеранів, 10А | Новак Сергій Володимирович        |
| Івано-Франківський міський центр з фізичної культури і спорту інвалідів «Інваспорт»          | вул. Військових Ветеранів, 10А | Василюк Марія Олексіївна          |
| Крайова рада ФСТ «Україна»                                                                   | вул. Чорновола, 128а           | Садоха Анатолій Юхимович          |
| Обласна рада ФСТ «Колос»                                                                     | вул. Сахарова, 38              | Вінтоняк Михайло Іванович         |
| Обласне управління фізичного виховання і спорту МОН України                                  | вул. Шухевичів, 21             | Стефанків Михайло Федорович       |
| Обласна рада ФСТ «Динамо»                                                                    | вул. В. Чорновола, 122         | Мироняк Андрій Іванович           |
| Обласна рада ФСТ «Спартак»                                                                   | вул. Грушевського, 21          | Стефанків Михайло Федорович       |
| Івано-Франківський лікувально-фізкультурний центр «Здоров’я»                                 | вул. Матейки, 20               | Гриневич Роман Зіновійович        |
| Івано-Франківський обласний центр з фізичної культури і спорту інвалідів «Інваспорт»         | вул. Вагилевича, 3             | Балагутрак Іван Іванович          |
| Обласна асоціація футболу                                                                    | вул. Чорновола, 80             | Бондаренко Андрій Володимирович   |
| Обласна федерація баскетболу                                                                 | вул. Коновальця, 46            | Гасимов Ріяфет Садиг-Огли         |
| Коледж фізичного виховання                                                                   | вул. Гетьмана Мазепи, 142а     | Пасічняк Любомир Васильович       |
| Муніципальний центр дозвілля                                                                 | вул. Набережна, 42             |                                   |
| Фізкультурно-оздоровчий центр «Юність»                                                       | вул. Вовчинецька, 172а         |                                   |

## Стадіони
| Назва                                                                          | Адреса                   | Зображення |
| ------------------------------------------------------------------------------ | ------------------------ | ---------- |
| Центральний міський стадіон «Рух»                                              | вул. Чорновола,128       |            |
| Стадіон Івано-Франківського національного технічного університету нафти і газу | вул. Карпатська,15       |            |
| Стадіон «Наука» Прикарпатського національного університету ім.В.Стефаника      | вул. Гетьмана Мазепи,144 |            |
| Стадіон «Гірка»                                                                | вул. Дучимінської        |            |
| Стадіон «Карпатпресмаш»                                                        | вул. Юності              |            |
| Стадіон с. Крихівці                                                            | с. Крихівці              |            |
| Стадіон «Юність»                                                               | вул. Шухевичів, 21       |            |
| Стадіон «Пожежник»                                                             | вул. Вовчинецька, 223а   |            |

## Спортивні школи
| Назва                               | Адреса                  |
| ----------------------------------- | ----------------------- |
| СДЮСШОР №1 зі спортивної гімнастики | вул. Лепкого, 19б       |
| ДЮСШ №2                             | вул. Івана-Павла ІІ, 24 |
| ДЮСШ №3                             | вул. Чорновола, 130     |
| СДЮСШОР «Прикарпаття» з футболу     | вул. Чорновола, 128     |
| Академія НФК «Ураган»               | вул. Чорновола, 7       |
| Футбольна Академія «Прикарпаття»    | вул. Матейки, 21        |
| Івано-Франківська ОДЮСШ             | вул. Шухевичів, 21      |

## Видатні спортсмени
- Василь Вірастюк — український стронґмен, володар титулу «Найсильніша людина світу» (2004).
- Людмила Лузан — українська спортсменка, веслувальниця-каноїстка, срібна та бронзова призерка Олімпійських ігор 2020 року, чемпіонка світу, дворазова чемпіонка Європи, багаторазова призерка чемпіонатів світу та Європи.
- Ірина Шепетюк (Олійник) — майстер спорту України міжнародного класу з легкої атлетики Багаторазова призерка та чемпіонка України на 100 м і 200 м. Багаторазова призерка Кубків Європи в естафетному бігу 4×100 м. Чемпіонка молодіжного чемпіонату Європи у 2003 році в естафетному бігу 4×100 м., з новим рекордом України. Учасниця XXVIII Літніх Олімпійських ігор в Афінах, (Греція) у 2004 році естафетному бігу 4×100 м. Чемпіонка та рекордсменка чемпіонату Європи серед поліцейських на дистанціях 100 м, 200 м у 2006 р. Бронзова призерка Всесвітньої універсіади в естафетному бігу 4×100 м. у 2007 р. Чемпіонка та рекордсменка чемпіонату Європи серед поліцейських на дистанціях 100 м і 200 м у 2006 р. Учасниця XXIX Літніх Олімпійських ігор в Пекіні, (Китай) в естафетному бігу 4×100 м. у 2008 році Член збірної команди України 2002—2009 р.р., Капітан естафетної команди України 2008—2009 рр.